# Ivan Mrázek
Ivo Mrázek, detto Ivan (Brno, 18 gennaio 1926 – Brno, 4 aprile 2019), è stato un cestista e allenatore di pallacanestro cecoslovacco.
È stato uno degli sportivi più rappresentativi dello sport cecoslovacco.

## Carriera

### Giocatore
Ha vinto il Campionato Europeo 1946 con la maglia della Nazionale di pallacanestro della Cecoslovacchia. Ha successivamente vinto tre medaglie d'argento agli Europei nelle edizioni 1947, 1951 e 1955. È stato eletto miglior giocatore nel 1951, nell'edizione vinta dall'Unione Sovietica.

### Allenatore
Ha guidato la Cecoslovacchia ai Giochi della XVII Olimpiade di Roma (5º posto finale) ed agli Europei 1963 (10º posto).
Con lo Spartak Brno ha disputato due finali di Coppa Campioni (1964 e 1968, entrambe perse contro il Real Madrid) ed una di Coppa Intercontinentale (edizione 1969, persa contro gli Akron Wingfoots).
Dopo l'invasione del suo paese da parte dei sovietici, ha allenato nella stagione 1969-1970 in Italia il Gorena Petrarca Padova in Serie B giungendo secondo nel Girone A a pari merito con il Libertas Forlì.

## Palmarès

### Giocatore
- Campionato cecoslovacco: 8

Sokol Brno I: 1945-46, 1946-47, 1947-48, 1948-49, 1949-50, 1950-51, 1951
Slavia Brno: 1953

### Allenatore
- Campionato cecoslovacco: 6

Spartak ZJŠ Brno: 1957-58, 1961-62, 1962-63, 1963-64, 1966-67, 1967-68